# Occvlta
Occvlta ist eine 2004 gegründete Black-Doom-Band.

## Geschichte
Occvlta wurde 2004 gegründet. Seither erarbeitete sich die Band zunehmende Popularität über diverse internationale Auftritte und wenige Demo- und Split-Veröffentlichungen.
Mit dem 2017 über Dying Victims Productions als CD und Electric Assault Records als LP veröffentlichten Album Night Without End erfuhr die Band hinzukommend erhöhte Rezeption. Magazine wie das Decibel und das Rock Hard befassten sich mit Occvulta. In seiner Rezension des Demobands We Command the Wolves für das Rock Hard lobte Jakob Kranz als „absolut authentische Darkthrone-‚Panzerfaust‘ mit brutal-nihilistischer Leidenschaft“. Der Veröffentlichung des Albums folgten weitere internationale Konzerte, darunter eine Tournee mit Aura Noir sowie diverse Festival-Auftritte. Unter anderem 2018 beim Doom over Leipzig in Leipzig, beim Roadburn Festival in Tilburg und beim Chaos Descends Festival in Crispendorf sowie 2019 beim Muskelrock Festival in Alvesta.

## Stil
Die Musik von Occvlta wird dem Black Doom und Black Metal zugeordnet. Für das Decibel Magazine wird die von der Gruppe präsentierte Spielform als „ausgehungerte“ und „infektiöse“ Spielart eines „eternally doomed black metal“ beschrieben. Rezensenten sowie Bandmitglieder verweisen auf eine Musik „zwischen Black und Doom“ die „gewiss mit ’84 Celtic Frost und ’95 Darkthrone verglichen werden“ könne. Als weitere Vergleichsgrößen werden frühe Venom, Hellhammer und Posessed angeführt. Entsprechend wird der Stil der Band mit solchen Interpreten assoziiert die für den Black Metal als prägend gelten.

## Diskografie
- 2009: Demo (Demo, Selbstverlag)
- 2010: Thuringian Supremacy Vol. 1 (Split-Album mit Goat Funeral, Dies Fyck und Panzerkreutz, Monokulturell Productions)
- 2010: We Command the Wolves (Demo, Selbstverlag)
- 2012: Occvlta/Salute (Split-Single mit Salute, Doomentia Records)
- 2015: Last ov the Sabbaths (Live at MMF VIII 2015) (Download-Single, Selbstverlag)
- 2017: Night Without End (Album, CD: Dying Victims Productions; LP: Electric Assault Records)